# Лесиська
Лесиська (пол. Lesiska, нім. Reichwalde) — село в Польщі, у гміні Ґодково Ельблонзького повіту Вармінсько-Мазурського воєводства.
Населення — 171 особа (2011).
У 1975-1998 роках село належало до Ельблонзького воєводства.

## Демографія
Демографічна структура станом на 31 березня 2011 року:
|          | Загалом | Допрацездатний вік | Працездатний вік | Постпрацездатний вік |
| -------- | ------- | ------------------ | ---------------- | -------------------- |
| Чоловіки | 93      | 19                 | 62               | 12                   |
| Жінки    | 78      | 14                 | 38               | 26                   |
| Разом    | 171     | 33                 | 100              | 38                   |